# Hymenoscyphus tamaricis
Hymenoscyphus tamaricis är en svampart som beskrevs av R. Galán, Baral & A. Ortega 1997. Hymenoscyphus tamaricis ingår i släktet Hymenoscyphus och familjen Helotiaceae.   Inga underarter finns listade i Catalogue of Life.